# 臺東機務段

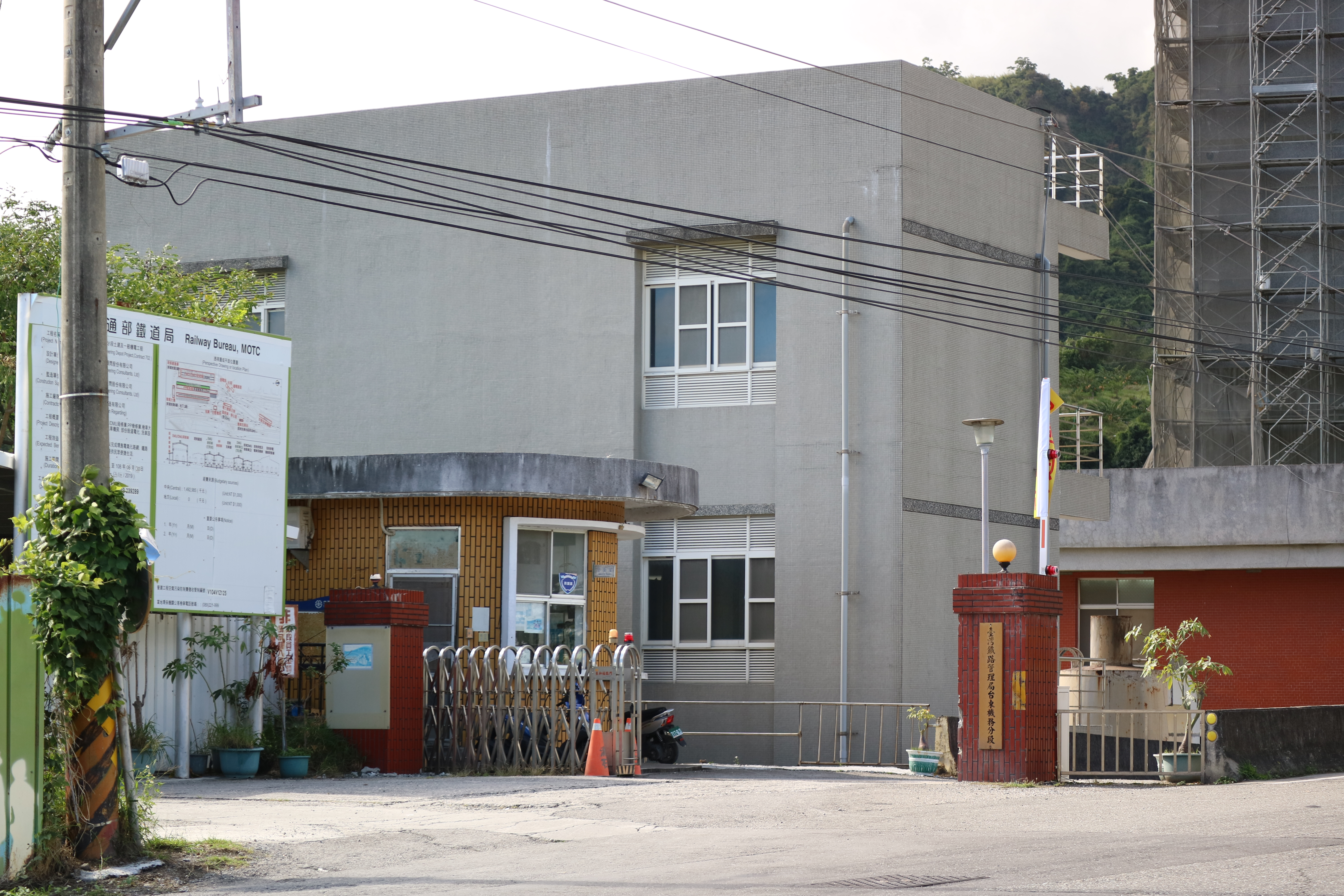
原址升格

臺東機務段是臺灣鐵路公司（原臺灣鐵路管理局，略稱臺鐵或臺鐵局）位於臺東縣臺東市臺東車站附近的車輛基地，該分段於1992年南迴鐵路通車時成立，過去以維修非電氣化車種為主。
因應南迴鐵路電氣化工程完成以及未來花東鐵路雙軌化計畫推動，新型電聯車EMU900型及EMU3000型持續投入東部營運，車輛檢修及運轉任務將更為重要，於是在2021年6月1日原址升格為臺東機務段，28日正式揭牌成立，將持續強化相關設施，負責台東線及南迴線的車輛運轉及維修業務，也將以EMU3000型城際電聯車及EMU500型通勤電聯車為主力車隊，轉型為電聯車基地，期許未來負責南半環車輛維修重任。

## 配置車輛
由分段升等至4級機關之後，業務負責重新分配，主要負責柴電機車的維修保養以及台鐵E200－E400型電力機車、太魯閣號、普悠瑪號、EMU500、EMU3000、山嵐號鳴日觀光列車之日常檢修等業務。
關於配置車輛詳細資訊，請參閱維基學院。